# Square Kilometre Array

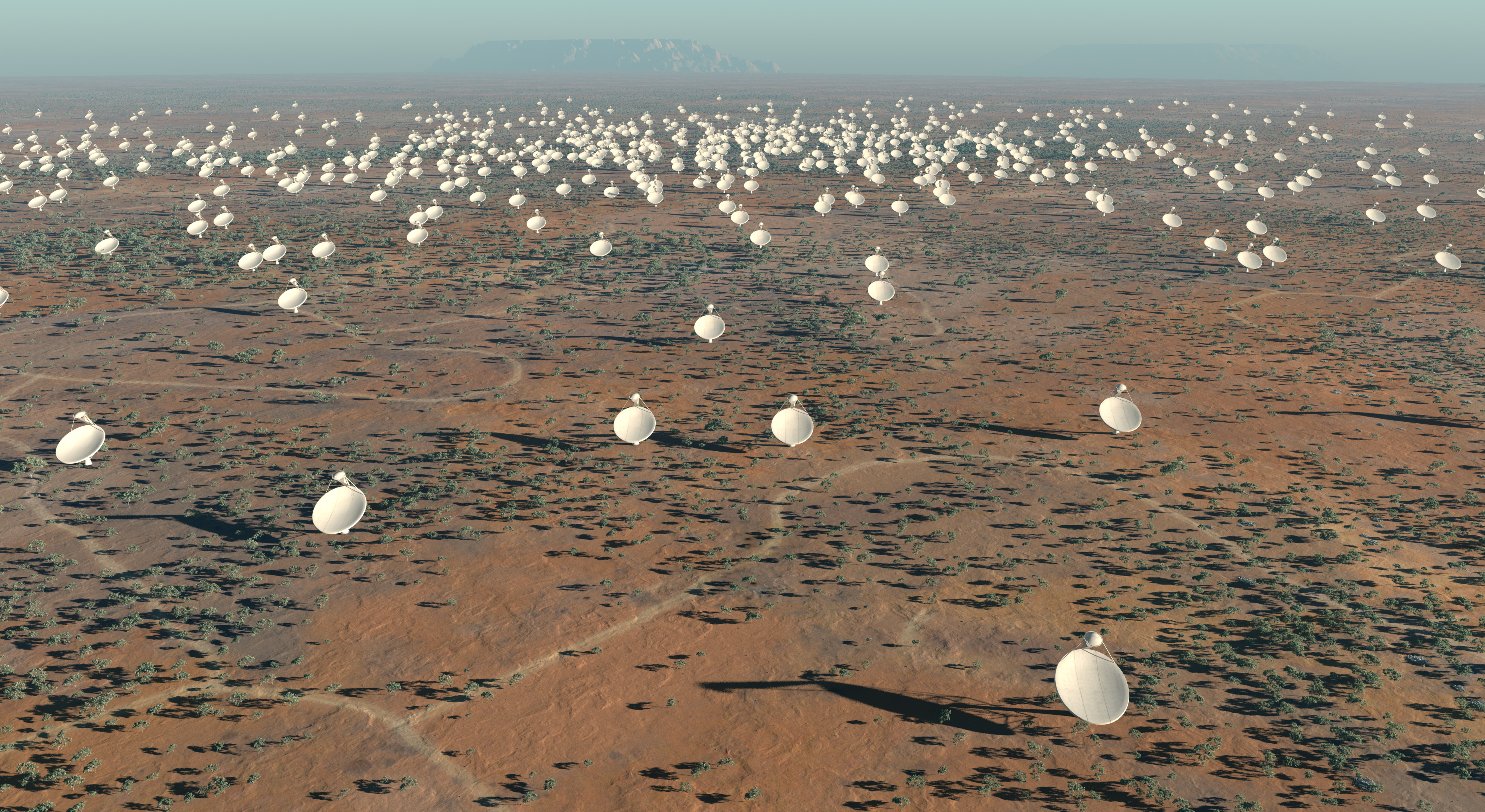
Den centrala delen av SKA:s uppställning av parabolantenner som det kan komma att se ut

Square Kilometre Array (SKA) är ett planerat radioteleskop som väntas bli mycket känsligare än dagens anläggningar såsom LOFAR och VLA. SKA kommer att användas för studier av det tidiga universum inom fundamental fysik och kosmologi, och ska även kunna användas för att leta efter signaler från utomjordiska civilisationer. Teleskopets individuella antennstationer väntas uppnå en total uppsamlande area av en kvadratkilometer. 
Teleskopets antenner ska placeras delvis i Sydafrika och delvis i Australien, där man bygger vidare på befintliga föregångare till SKA, MeerKAT respektive ASKAP.
Teleskopet väntas kosta totalt 1,5 miljarder euro. Byggets första fas är planerad till mellan 2018 och 2023 med första observationer 2020 . Projektet drivs av ett internationellt samarbete med kontor i Manchester, Storbritannien. I augusti 2015 ingick 10 medlemsländer i organisationen: Australien, Indien, Italien, Kanada, Kina, Nederländerna, Nya Zeeland, Storbritannien, Sverige och Sydafrika.
Den 12 mars 2019 grundades Square Kilometer Array Observatory (SKAO) i Rom av sju ursprungliga medlemsländer, med flera andra som förväntas gå med i framtiden. Denna internationella organisation har i uppdrag att bygga och driva anläggningen.
SKAO kommer att bli en mellanstatlig organisation som t.ex. CERN, och SKAO blir den näst största organisationen inom astronomi efter (ESO) European Southern Observatory. Det globala högkvarteret föreslås bli i Jodrell Bank som ligger utanför Manchester i Storbritannien.